# Сергий I (папа)
Сергий I (на латински: Sergius I) е римски папа от 15 декември 687 г. до 8 септември 701 г.